# 폴란드 왕국 왕관령
폴란드 왕국 왕관령(폴란드어: Korona Królestwa Polskiego 코로나 크룰레스트바 폴스키에고[*], 라틴어: Corona Regni Poloniae 코로나 레그니 폴로니아이[*])은 중세 말기부터 폴란드의 국왕이 소유했던 영지를 가리키는 용어이다.
1569년 루블린 연합을 통해 폴란드-리투아니아 연방이 수립되기 이전까지 폴란드 왕국 왕관령은 폴란드인이 거주하던 지역, 폴란드의 지배를 받고 있던 지역에 한정되었다.
루블린 연합 이후에는 현재의 우크라이나의 대부분 지역(원래 이 지역에 거주하던 폴란드인 인구는 극소수였고 루블린 연합 이전에는 리투아니아 대공국의 지배를 받았음)이 폴란드의 지배를 받으면서 폴란드 왕국 왕관령에 포함되었다. 폴란드 왕국 왕관령은 1795년 폴란드 분할로 인해 폴란드-리투아니아 연방이 소멸될 때까지 유지되었다.

## 같이 보기
- 성 이슈트반 왕관령

## 참고 문헌
- Dąbrowski, Jan (1956). 《Korona Królestwa Polskiego w XIV wieku. Studium z dziejów rozwoju polskiej monarchii stanowej》 (폴란드어). Zakład im. Ossolińskich.
- Frost, Robert (2015). 《The Oxford History of Poland-Lithuania. The Making of the Polish-Lithuanian Union, 1385—1569》. Oxford. ISBN 978-0-19-820869-3.
- Jan Herburt, Statuta Regni Poloniae: in ordinem alphabeti digesta, Cracoviae (Kraków) 1563.
- Henryk Litwin, Central European Superpower, BUM Magazine, October 2016.
- Stanisław Szczur, Historia Polski Średniowiecze (History of Poland – Middle Ages), Wydawnictwo Literackie 2002, ISBN 83-08-03272-9

1. ↑  “Gaude Mater Polonia Creation and History”. 2017년 11월 14일에 확인함.
2. ↑  Davies, Norman (2005). 《God's Playground A History of Poland: Volume 1: The Origins to 1795》. Oxford University Press. 130쪽. ISBN 9780199253395.